# Eulithis disjunctaria
Eulithis disjunctaria là một loài bướm đêm trong họ Geometridae.